# Guus Moussault
Augustinus Petrus Maria (Guus) Moussault (Alkmaar, 16 december 1886 - Hilversum, 1 maart 1966) was een Nederlands journalist en naamgever van een reclame- en adviesbureau en via zoon Theo Moussault ook van een uitgeverij.
Hij was zoon van Jeannette Petronella Maria van Velsen en controleur van den waarborg en de belasting der gouden en zilveren werken August Marie Johan Moussault. Hijzelf was getrouwd met Gerardina Adriana Lucia van den Broek.
Moussault werkte jarenlang op de sportredactie van De Telegraaf en Het Nieuws van den Dag. Hij, altijd goedlachs, maakte zo kennis met tal van sporters. Samen met amateurboksers Johannes Martinus Coffeng en Piet Toepoel was hij in 1911 betrokken bij de oprichting van de Nederlandse Boksbond; hij was er vanaf het begin enige jaren voorzitter en schreef voor het bondsblad De Ring. Hij trad een enkele keer op als scheidsrechter. Hij was in die jaren bevriend met Frits van Tuyll van Serooskerken, die hem meehielp in 1913 de eerste officiële Nederlands Kampioenschappen in de Haagse Dierentuin te organiseren. Niet veel later zat hij in de technische commissie voor vaardigheidsproeven.  
Van zijn hand verscheen de reisroman Een reis zonder deftigheid (avonturen aan boord van een luxe-jacht, 1941) en over de krantenwereld: De man in de tang (1947).
Zijn laatste jaren werd hij geplaagd door een matige gezondheid. Hij werd gecremeerd op Begraafplaats Daelwijck.